# Diataraxia
Diataraxia là một chi bướm đêm thuộc họ Noctuidae.